# Mistrzostwa Ameryki Południowej w Piłce Siatkowej Kobiet 2017
XXXII Mistrzostwa Ameryki Południowej w piłce siatkowej kobiet były rozgrywane w dniach 15–19 sierpnia 2017 roku w kolumbijskim mieście Cali. W rozgrywkach wystartowało 6 reprezentacji narodowych. Tytułu sprzed dwóch lat broniły Brazylijki.
Mistrzynie Ameryki Południowej 2017 awansowały na Mistrzostwa Świata w Piłce Siatkowej Kobiet 2018.

## Uczestnicy
Argentyna
 Brazylia
 Chile
 Kolumbia
 Peru
 Wenezuela

## Terminarz i wyniki
| Lp. | Drużyna   | Mecze | Mecze   | Mecze   | Pkt | Sety | Sety | Sety  | Małe punkty | Małe punkty | Małe punkty |
| Lp. | Drużyna   | M     | W (3:2) | P (2:3) | Pkt | wyg. | prz. | ratio | zdob.       | str.        | ratio       |
| --- | --------- | ----- | ------- | ------- | --- | ---- | ---- | ----- | ----------- | ----------- | ----------- |
| 1   | Brazylia  | 5     | 5 (0)   | 0 (0)   | 15  | 15   | 0    | MAX   | 375         | 216         | 1.736       |
| 2   | Kolumbia  | 5     | 4 (1)   | 1 (0)   | 11  | 12   | 5    | 2.400 | 396         | 336         | 1.179       |
| 3   | Peru      | 5     | 3 (0)   | 2 (0)   | 9   | 9    | 6    | 1.500 | 339         | 310         | 1.094       |
| 4   | Argentyna | 5     | 2 (0)   | 3 (1)   | 7   | 8    | 9    | 0.889 | 361         | 370         | 0.976       |
| 5   | Wenezuela | 5     | 1 (0)   | 4 (0)   | 3   | 3    | 12   | 0.250 | 280         | 353         | 0.793       |
| 6   | Chile     | 5     | 0 (0)   | 5 (0)   | 0   | 0    | 15   | 0.000 | 209         | 375         | 0.557       |

Źródło: voleysur.org
Punktacja: 3:0 i 3:1 – 3 pkt; 3:2 – 2 pkt; 2:3 – 1 pkt; 1:3 i 0:3 – 0 pkt
Zasady ustalania kolejności: 1. liczba zwycięstw; 2. liczba punktów; 3. stosunek setów; 4. stosunek małych punktów; 5. bilans w bezpośrednich meczach
| Data  | Godz. | Drużyna 1 | Wynik | Drużyna 2 | 1     | 2     | 3     | 4     | 5     | Widzów | *  |
| ----- | ----- | --------- | ----- | --------- | ----- | ----- | ----- | ----- | ----- | ------ | -- |
| 15.08 | 15:00 | Chile     | 3:0   | Wenezuela | 19:25 | 18:25 | 16:25 |       |       |        | 1  |
| 15.08 | 17:00 | Brazylia  | 3:0   | Argentyna | 25:21 | 25:15 | 25:15 |       |       |        | 2  |
| 15.08 | 19:30 | Peru      | 0:3   | Kolumbia  | 20:25 | 23:25 | 20:25 |       |       |        | 3  |
| 16.08 | 15:00 | Wenezuela | 0:3   | Brazylia  | 15:25 | 6:25  | 12:25 |       |       |        | 4  |
| 16.08 | 17:00 | Argentyna | 0:3   | Peru      | 19:25 | 19:25 | 20:25 |       |       |        | 5  |
| 16.08 | 19:30 | Kolumbia  | 3:0   | Chile     | 25:12 | 25:17 | 25:12 |       |       |        | 6  |
| 17.08 | 15:00 | Peru      | 3:0   | Wenezuela | 25:15 | 25:21 | 25:21 |       |       |        | 7  |
| 17.08 | 17:00 | Brazylia  | 3:0   | Chile     | 25:5  | 25:10 | 25:7  |       |       |        | 8  |
| 17.08 | 19:30 | Kolumbia  | 3:2   | Argentyna | 26:24 | 24:26 | 25:17 | 22:25 | 15:10 |        | 9  |
| 18.08 | 15:00 | Chile     | 0:3   | Argentyna | 16:25 | 16:25 | 16:25 |       |       |        | 10 |
| 18.08 | 17:00 | Brazylia  | 3:0   | Peru      | 25:16 | 25:17 | 25:18 |       |       |        | 11 |
| 18.08 | 19:30 | Wenezuela | 0:3   | Kolumbia  | 18:25 | 18:25 | 19:25 |       |       |        | 12 |
| 19.08 | 12:30 | Argentyna | 3:0   | Wenezuela | 25:19 | 25:18 | 25:23 |       |       |        | 13 |
| 19.08 | 14:30 | Peru      | 3:0   | Chile     | 25:9  | 25:18 | 25:18 |       |       |        | 14 |
| 19.08 | 16:30 | Kolumbia  | 0:3   | Brazylia  | 23:25 | 19:25 | 17:25 |       |       |        | 15 |

## Klasyfikacja końcowa
| Miejsce | Reprezentacja |
| ------- | ------------- |
| złoto   | Brazylia      |
| srebro  | Kolumbia      |
| brąz    | Peru          |
| 4.      | Argentyna     |
| 5.      | Wenezuela     |
| 6.      | Chile         |

## Nagrody indywidualne
| MVP             | Najlepsze blokujące                   | Najlepsza atakująca | Najlepsze przyjmujące        | Najlepsza rozgrywająca | Najlepsza libero |
| --------------- | ------------------------------------- | ------------------- | ---------------------------- | ---------------------- | ---------------- |
| Tandara Caixeta | Julieta Lazcano Ana Carolina da Silva | Dayana Segovia      | Angela Leyva Natália Pereira | María Marín            | Camila Gómez     |